# Calamagrostis macrophylla
Calamagrostis macrophylla är en gräsart som först beskrevs av Pilg., och fick sitt nu gällande namn av Pilg.. Calamagrostis macrophylla ingår i släktet rör, och familjen gräs.
Artens utbredningsområde är Ecuador. Inga underarter finns listade i Catalogue of Life.